# Faccina con lacrime di gioia
La  faccina con lacrime di gioia (😂) è un'emoji che rappresenta un'espressione facciale color giallo che ride e lacrima. Viene usata nell'ambito della comunicazione online per esprimere gradimento e divertimento e si tratta di uno dei simboli virtuali più usati.

## Storia
La faccina con lacrime di gioia venne approvata come parte di Unicode 6.0 nel 2010. Secondo quanto riportò FiveThirtyEight nel 2015, si trattava della seconda emoji più usata su Twitter dopo quella a forma di cuore. Stando a un'analisi condotta nello stesso anno dalla Oxford University Press e i creatori del software Swiftkey inerente alle statistiche mondiali di frequenza e utilizzo dei simboli virtuali, la faccina con lacrime di gioia era l'emoji più utilizzata a livello globale quell'anno. Venne anche eletta "parola dell'anno" da Oxford Dictionaries Online (ODO) in quanto rifletteva "l'etica, l'umore e le preoccupazioni del 2015". Stando a quanto comunicato dal presidente di ODO Caspar Grathwohl, la scelta di considerare un'immagine alla stregua di una parola è dovuta al fatto che "le emoji stanno diventando una forma di comunicazione sempre più ricca [e] che trascende i confini linguistici". Altre statistiche pubblicate nel medesimo periodo confermano che la faccina che ride e lacrima fosse la più utilizzata su Instagram e Twitter.
Durante il World Emoji Day del 2017, l'imprenditore Mark Zuckerberg condivise quelle che erano le dieci emoji più utilizzate sul suo sito Facebook; la faccina che ride risultava essere la più adottata nel mondo. Risultava anche essere tra le tre più impiegate su Messenger. In un articolo del Time dello stesso anno viene dichiarato che l'emoji "[ha regnato] suprema nei social media". Le utenze di Twitter elessero la faccina che ride e lacrima "emoji più popolare di tutti i tempi" assegnandole il Lifetime Achievement Award degli annuali World Emoji Awards di Emojipedia.
Secondo la CNN e Vice, nel 2020 e nel 2021 lo smile che ride e piange avrebbe perso popolarità a favore di altri simboli virtuali come l'emoji disperata e il teschio da parte della generazione Z perché ritenuto datato e associato agli utenti più anziani. I ricercatori ipotizzano che questa diminuzione di popolarità fosse dovuta anche al suo utilizzo giudicato troppo frequente. Alla fine del 2021, tuttavia tornò a essere l'emoji più impiegata su Twitter. Una graduatoria stilata dal Consorzio Unicode nel medesimo periodo dichiara che l'emoji con le lacrime di gioia è la più adottata e pesa per il 5% di tutte quelle usate nel mondo.